# 아우소니아
아우소니아(이탈리아어: Ausonia)는 이탈리아 라치오주 프로시노네도에 위치한 코무네다. 도시 지명은 기원전 314년에 파괴된 근처에 있었던 아우소네인들의 도시 아우소나에서 유래했다. 이곳의 주요 볼거리는 Santa Maria del Piano 성소다.

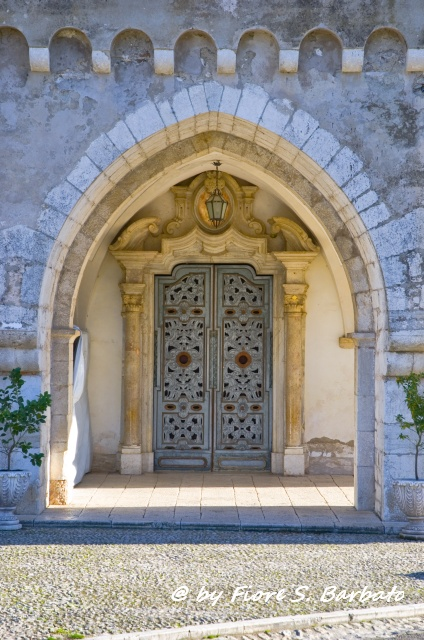
Santa Maria del Piano 성소 입구